# LatinSat
LatinSat é uma constelação de pequenos satélites de comunicação argentinos de baixa órbita, posteriormente renomeado para AprizeSat, projetado para criar um sistema global de comunicações e transmissões de dados. Na sua forma final irá consistir de 64 satélites.
Os satélites LatinSat são de categoria picosatellite, cada um pesando cerca de 12 kg. Os dois primeiros foram lançados a bordo de um foguete Dnepr-1 em 20 de dezembro de 2002 a partir do Cosmódromo de Baikonur.

## Satélites
| Satellite name | Launch date            | Status      |
| -------------- | ---------------------- | ----------- |
| LatinSat A     | 20 de dezembro de 2002 | Operacional |
| LatinSat B     | 20 de dezembro de 2002 | Operacional |
| LatinSat C     | 29 de junho de 2004    | Operacional |
| LatinSat D     | 29 de junho de 2004    | Operacional |